# ضاحية كنياكماري
كانياكوماري رمزها «KK» (بالإنجليزية: Kanyakumari) ، هو تقسيم إداري لدولة الهند تتبع ولاية تاميل نادو (بالإنجليزية: Tamil  Nadu) ، مركزها هو مدينة ناجريكول (بالإنجليزية: Nagercoil) عدد سكانها حسب تعداد سنة 2001 هو 1,669,763 ، مساحتها 1,685 كم² وكثافة السكان 991 لكل كم² .